# Midvinterblot (obraz Carla Larssona)
Midvinterblot – obraz olejny szwedzkiego malarza Carla Larssona o wymiarach 640 × 1 350 cm, namalowany w 1915 roku, znajdujący się od 1997 roku w zbiorach Nationalmuseum w Sztokholmie. Ponadto zachowała się niezamontowana część górnej partii malowidła (dach świątyni).

## Okoliczności powstania
Kiedy w czerwcu 1866 roku otwarto Nationalmuseum, jego projektant, pruski architekt Friedrich August Stüler przewidział w dolnej części holu ze schodami miejsca do wypełnienia muralami. Minęło jednak wiele lat, nim udało się ten zamiar zrealizować Carlowi Larssonowi, jednemu z głównych (obok Georga Pauli) przedstawicieli malarstwa monumentalnego w Szwecji na przełomie XIX i XX wieku.

### Freski w dolnej części holu ze schodami
Zestaw malowideł ściennych Carla Larssona w Nationalmuseum, który powstał w 3 etapach w latach: 1896, 1907–1908, 1914–1915, można określić jako kulminację jego działalności artystycznej. W roku 1883 ogłoszono pisemny konkurs na odpowiednie tematy do namalowania na dolnej części holu ze schodami, ale odzew był nieznaczny. Lepsze wyniki przyniosły dwa kolejne konkursy z lat 1889–1890 i 1890–1891; choć stanowiły one najbardziej prestiżowe wyzwanie w ówczesnej Szwecji, to jednak wzięli w nich udział nieliczni artyści: w pierwszym pięciu, a w drugim czterech. Carl Larsson, który swój pierwszy projekt nadesłał w 1889 roku z Paryża, okazał się ostatecznie zwycięzcą konkursu z 1891 roku. Zaprojektowane freski namalował razem ze swymi pomocnikami: Antonio Bellio i Gustafem Fjæstadem w ciągu czterech miesięcy, od czerwca do października 1896 roku. Szef Överintendentsämbetet i przewodniczący komisji nadzorującej wykonanie prac, architekt Helgo Zettervall, nie chciał jednak zaakceptować ukończonych malowideł Larssona; ten jednak zdobył poparcie szefa Nationalmuseum Gustafa Upmarka i ostatecznie w listopadzie 1896 roku nowe freski zostały zatwierdzone do realizacji.

### ObrazWjazd Gustawa Wazy do Sztokholmu w 1523 roku
W 1891 roku Carl Larsson wykonał pierwszy szkic obrazu Wjazd Gustawa Wazy do Sztokholmu w 1523 roku do pustej ściany ponad monumentalnymi schodami w Nationalmuseum. Zaproponowane malowidło nie było jednak, jak w przypadku dolnej części holu ze schodami, freskiem, ale obrazem olejnym na płótnie, przyklejonym 28 stycznia 1908 roku do ściany przy użyciu techniki marouflage’u. Obraz współgrał z rozwijającym się wówczas szwedzkim narodowym romantyzmem, stopionym z importowanym z kontynentu stylem secesyjnym. W kontekście narodowego romantyzmu obraz był uważany za przyczynek do szwedzkiego państwa narodowego, które założył król Gustaw I Waza. Krytyk sztuki August Brunius na łamach Svenska Dagbladet wychwalał z entuzjazmem obraz Larssona za jego „prawdziwą szwedzkość.

### ObrazMidvinterblot
W latach 1910–1911 rozpoczął Larsson na własną rękę wykonywanie szkiców do drugiej pustej ściany w Nationalmuseum, znajdującej się naprzeciwko tej, na której umieszczono Wjazd Gustawa Wazy. Jednak w przeciwieństwie do triumfującego Gustawa Wazy motyw drugiego malowidła miał przedstawiać staronordycki motyw z królem składającym siebie samego w ofierze za swój naród. Larsson studiował rekwizyty w muzeach oraz książki trzymając się uporczywie własnej wizji, pomimo sprzeciwu wywołanego brutalnością, teatralnością i ahistorycznością sceny przedstawionej w Midvinterblot.
Pierwszy szkic olejny został wystawiony w Nationalmuseum na początku roku 1911. W 1913 roku Carl Larsson przemalował centralną część obrazu, aby przedstawić główny temat – ofiarę i jej dramatyczną witalność, której wcześniej brakowało. W tym samym czasie wykonał on nowy szkic w postaci mniejszej akwareli na papierze. Specjalna komisja ds. malowideł ściennych wydała swoje orzeczenie na początku 1914 roku. Większość jej członków stwierdziła, że propozycja ta stanowi zapowiedź wspaniałego obrazu. Oświadczyła jednak przy tym, iż w historii nie był znany fakt poświęcenia się szwedzkiego króla dla swojego narodu i dlatego wolałaby, żeby ta część obrazu została usunięta lub przynajmniej mniej wyeksponowana. Komisja poparła realizację dzieła, wyrażając jednocześnie nadzieję, że artysta podczas pracy zastosuje się do jej sugestii i usunie scenę ofiary króla. Szef Nationalmuseum Louis Looström, który wchodził w skład komisji, miał odrębne niż większość zdanie. Twierdził, że obraz nigdy nie powinien zostać zrealizowany. Zamiast króla Domaide pomyślanego jako odpowiednik Gustawa Wazy wolał raczej, żeby miejsce to na obrazie Midvinterblot pozostało puste. Po decyzji komisji wywiązała się ożywiona, trwająca dwa lata debata. Krytyka dotyczyła nie tylko głównego motywu, ale także, między innymi, licznych anachronizmów zawartych w szczegółach. Sam Carl Larsson bardzo aktywnie uczestniczył w debacie, jednak trudno mu było znieść głosy krytyki. W liście do ministra ds. oświaty i wyznań K. G. Westmana, napisanym w marcu 1914 roku stwierdził między innymi, że wobec braku wsparcia postanowił zrezygnować z namalowania obrazu. W liście napisanym dwa tygodnie później poinformował jednak, że namaluje obraz na własne ryzyko. W maju 1914 roku zaczął malowanie olejnej wersji Midvinterblot. Obraz został ukończony w roku następnym.
Po ukończeniu płótno zostało na próbę umieszczone na ścianie muzeum, po czym zdjęte, po tym jak komisja muzealna zrezygnowała z zakupu dzieła za zaproponowaną przez artystę cenę 35 000 koron.

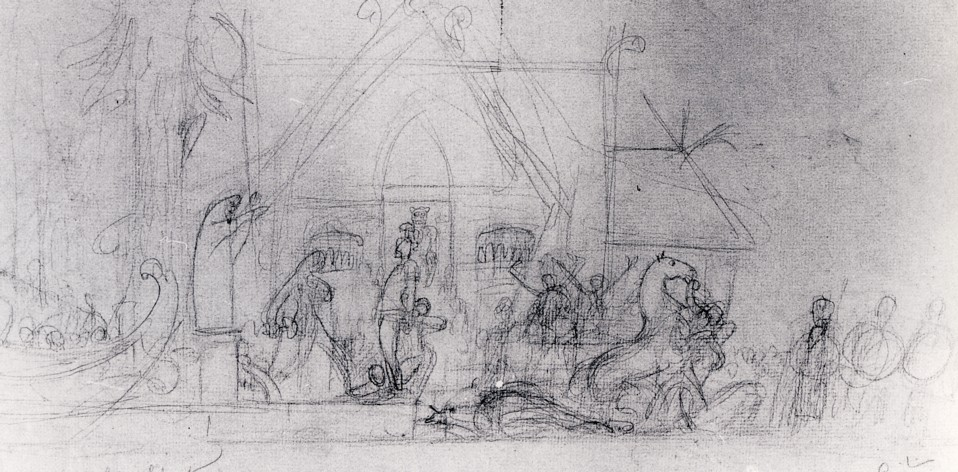
Studium Midvinterblot w ołówku z 1910 (nr 236), 29 × 59 cm
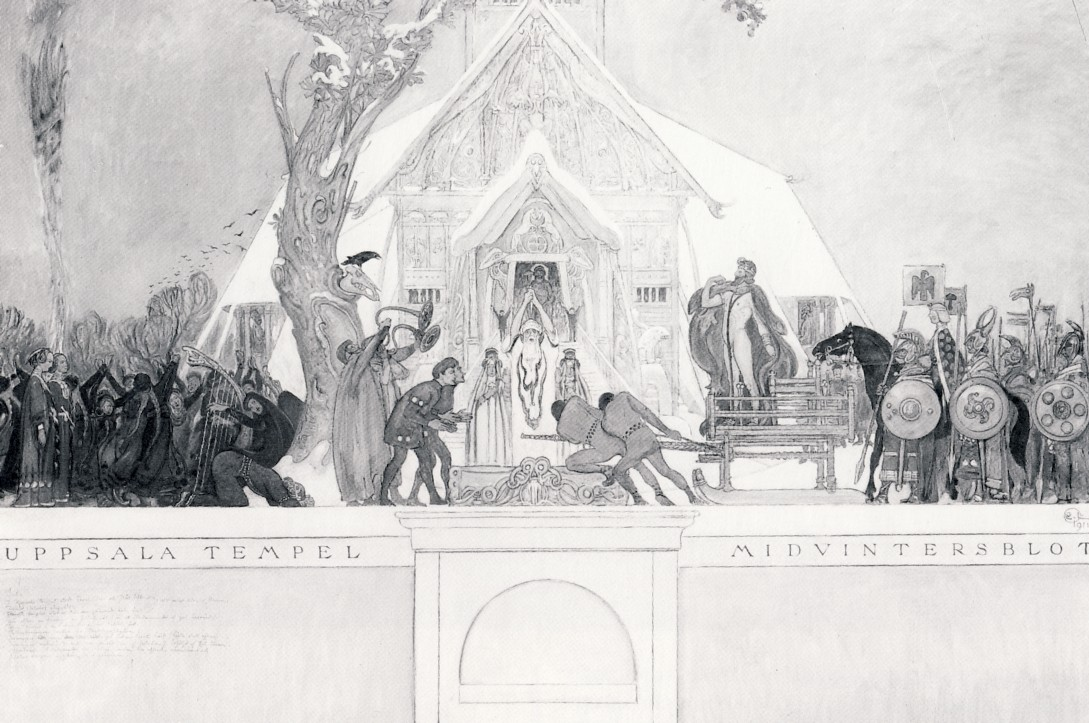
Pierwszy szkic Midvinterblot z 1911 (nr 236)
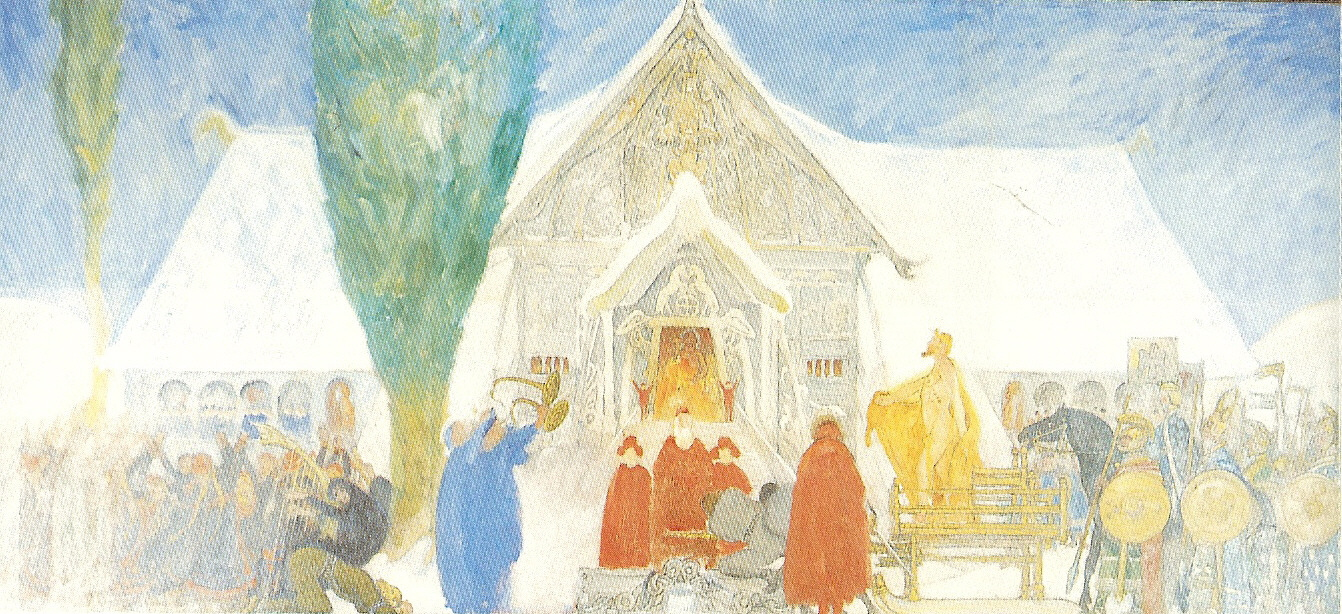
Drugi szkic Midvinterblot z 1913 (nr 237)
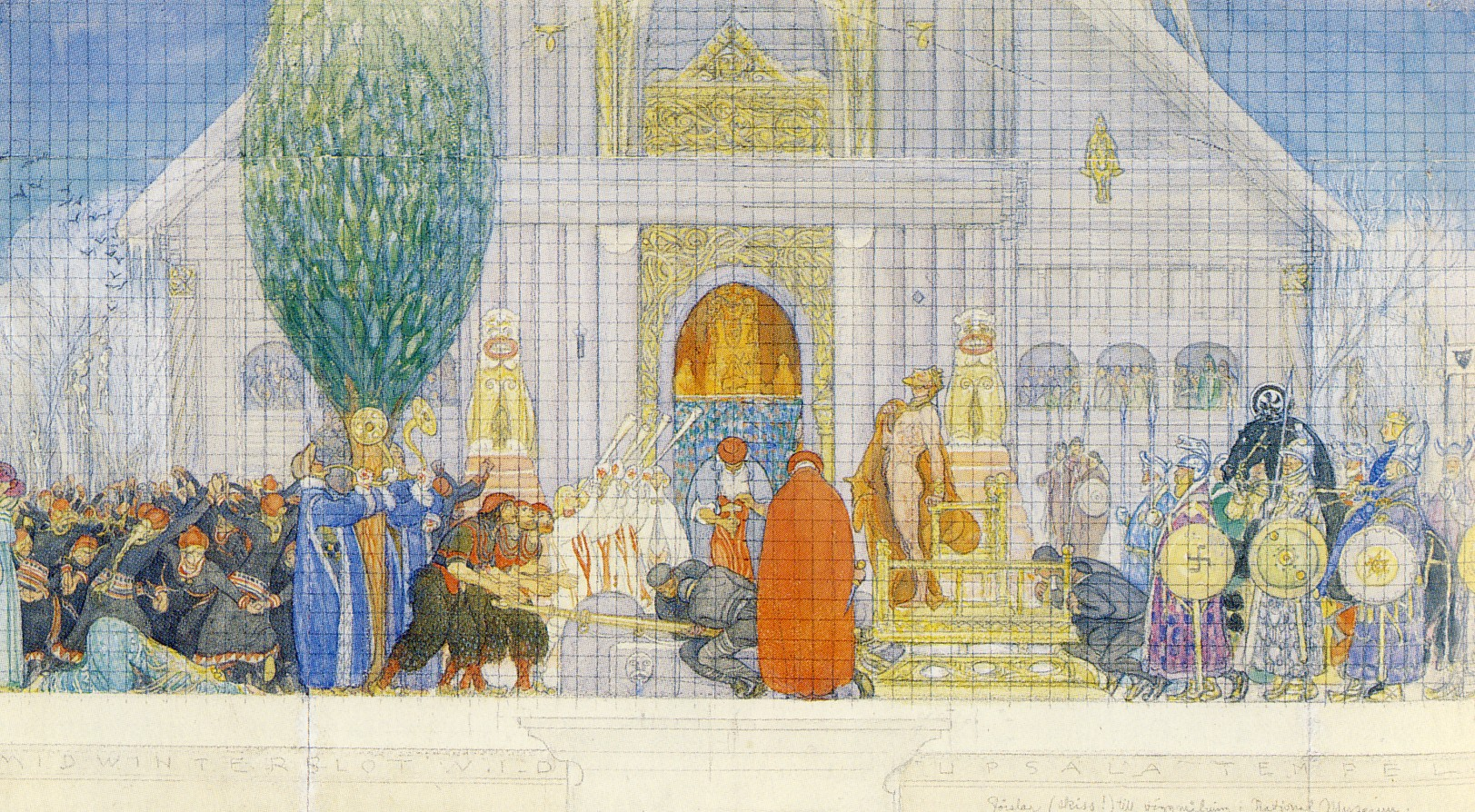
Trzeci szkic Midvinterblot z 1913 (nr 238), ołówek, gwasz, 44,5 × 78 cm
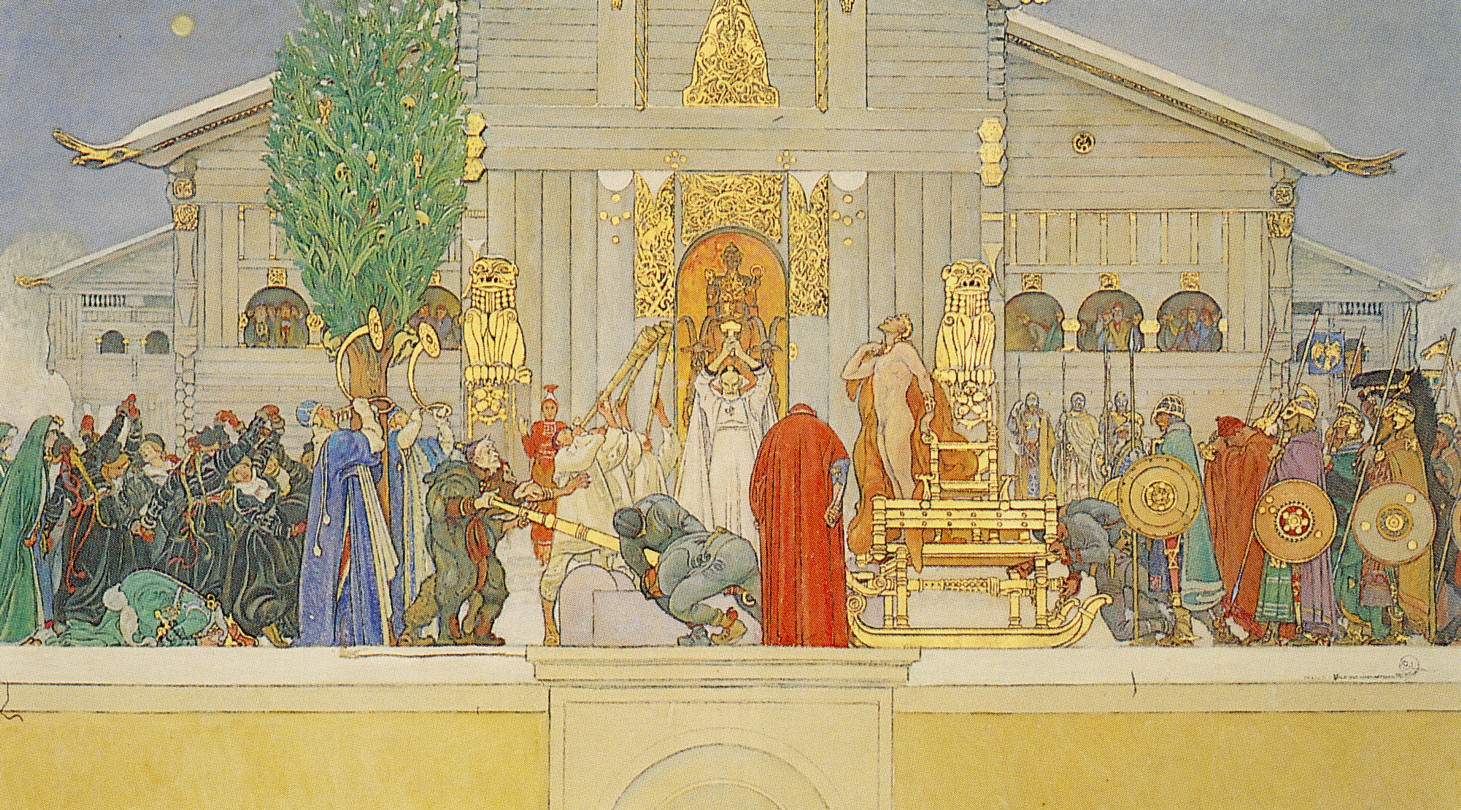
Czwarty szkic Midvinterblot z 1915, olej na płótnie, 123 × 199 cm

#### Opis
Motyw Midvinterblot zaczerpnął Carl Larsson z opisu pogańskiej świątyni w Starej Uppsali autorstwa niemieckiego kronikarza Adama z Bremy oraz od średniowiecznego islandzkiego poety Snorri Sturlusona, najbardziej znanego z dzieła Edda starsza. Scena ukazuje pogańską ofiarę na zewnątrz świątyni w Starej Uppsali i mitycznego króla Domalde, który z własnej woli poświęca się z powodu głodu, który dotknął jego kraj. Obnażony król ciągnięty jest przez kilku niewolników na saniach do kapłana, który podnosi młotek, aby złożyć władcę w ofierze. Obok kapłana stoi ubrany na czerwono kat z nożem, ukrytym za plecami. W lewej części obrazu widoczna jest królowa, która rzuciła się na ziemię, otoczona grupą kobiet wykonujących taniec ofiarny. W górnej części płótna znajdują się rycerze.
Wydarzenie to nie jest udokumentowane historycznie, ale według Sturlusona ofiary dokonano, aby ubłagać bogów i znaleźć w ten sposób remedium na wieloletni nieurodzaj w kraju. Już pierwszy szkic obrazu, który pojawił się w roku 1911, wzbudził ostrą krytykę z archeologicznego punktu widzenia, szczególnie, że artysta dość dowolnie pomieszał obiekty z różnych epok historycznych. Taką wolność artystyczną uznano za nadzwyczaj nieodpowiednią w dziele, które miało być umieszczone w narodowych zbiorach historycznych.

#### Dalsze losy obrazu
Panowała opinia, że minister K. G. Westman popierał Midvinterblot. Rząd miał prawo decyzji w kwestii zakupu dzieła. Lewicowa prasa obawiała się, że Westman, wbrew kierownictwu muzeum, zechce przeforsować zakup. Westman zażądał opinii między innymi Bruno Liljeforsa. Opinię opublikowano w maju 1916 roku, a w czerwcu tego samego roku Carl Larsson zrezygnował ze swych starań. W swoich wspomnieniach zatytułowanych „Jag” („Ja”) stwierdził między innymi:
„Los Midvinterblot załamał mnie! Przyznaję to z głuchym gniewem.” W dalszej części swego wywodu wyraził jednak nadzieję, że obraz po jego śmierci zostanie w pełni doceniony. Namalowane płótno złożył na strychu w swoim garażu. W 1942 roku obraz jako majątek pośmiertny został przekazany do Archiv för dekorativ konst (obecnie Skissernas museum) w Lund, gdzie znajdował się do lat 80.
W 1953 roku w swym artykule w Konstrevy Aron Borelius nazwał obraz Larssona „wielką artystyczną syntezą epoki secesji”. Bez względu na ocenę treści obrazu widać wyraźnie, że został on skomponowany i kolorystycznie dopasowany do architektury muzeum. Podobnie jak na obrazie Wjazd Gustawa Wazy postacie rozciągają się niczym pas reliefu na pierwszym, poziomym planie malowidła, którego tło tworzy potężna, pogańska świątynia zasłaniająca niebo. Dekoracyjny charakter dzieła podkreśla złoto na hełmach i lurach, które artysta zręcznie wykorzystał wzorując się na wiedeńskiej secesji. Dzieje obrazu, jak żadnego innego, były długie i dramatyczne.

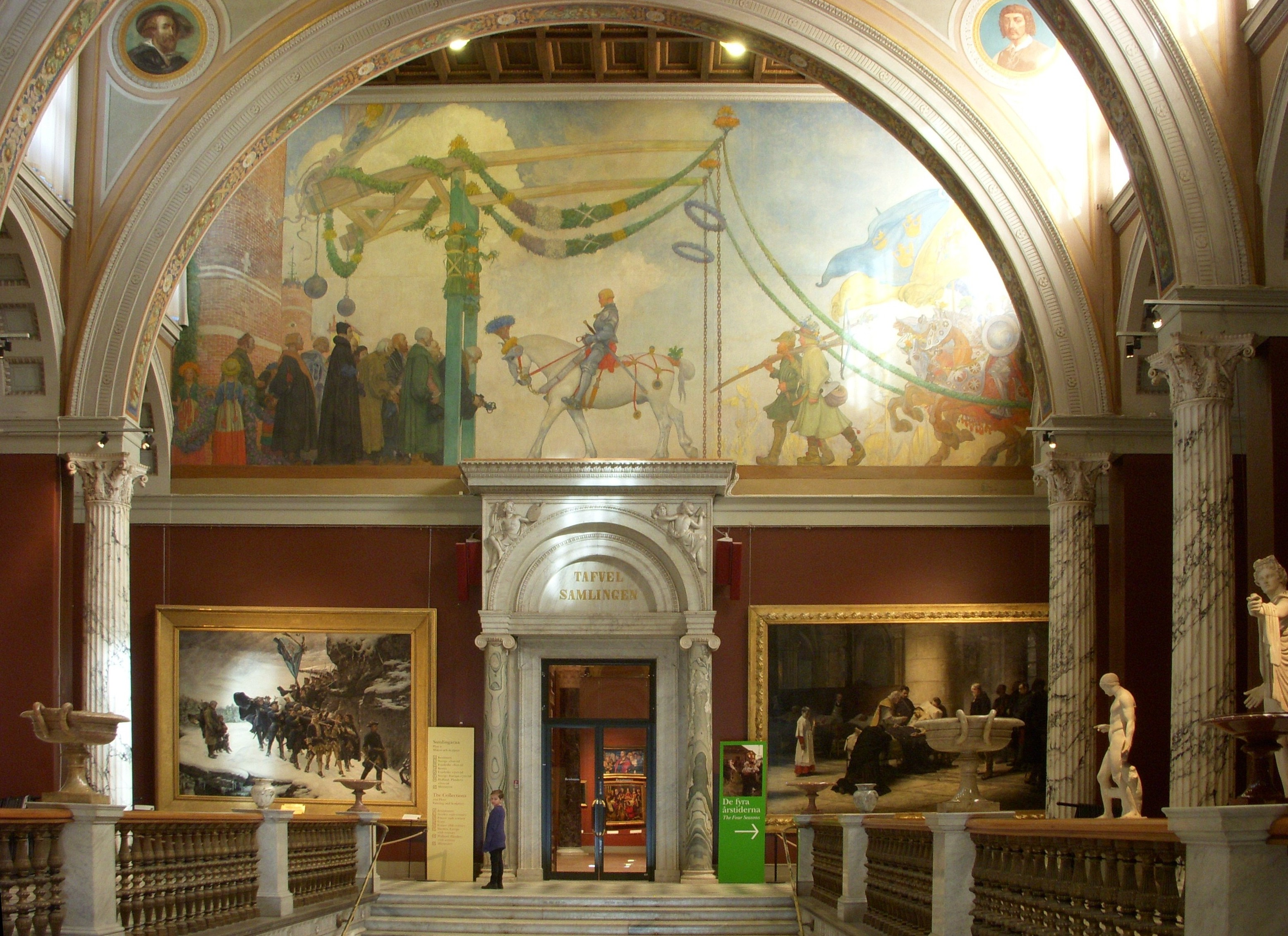
Wjazd Gustawa Wazy (marzec 2012)

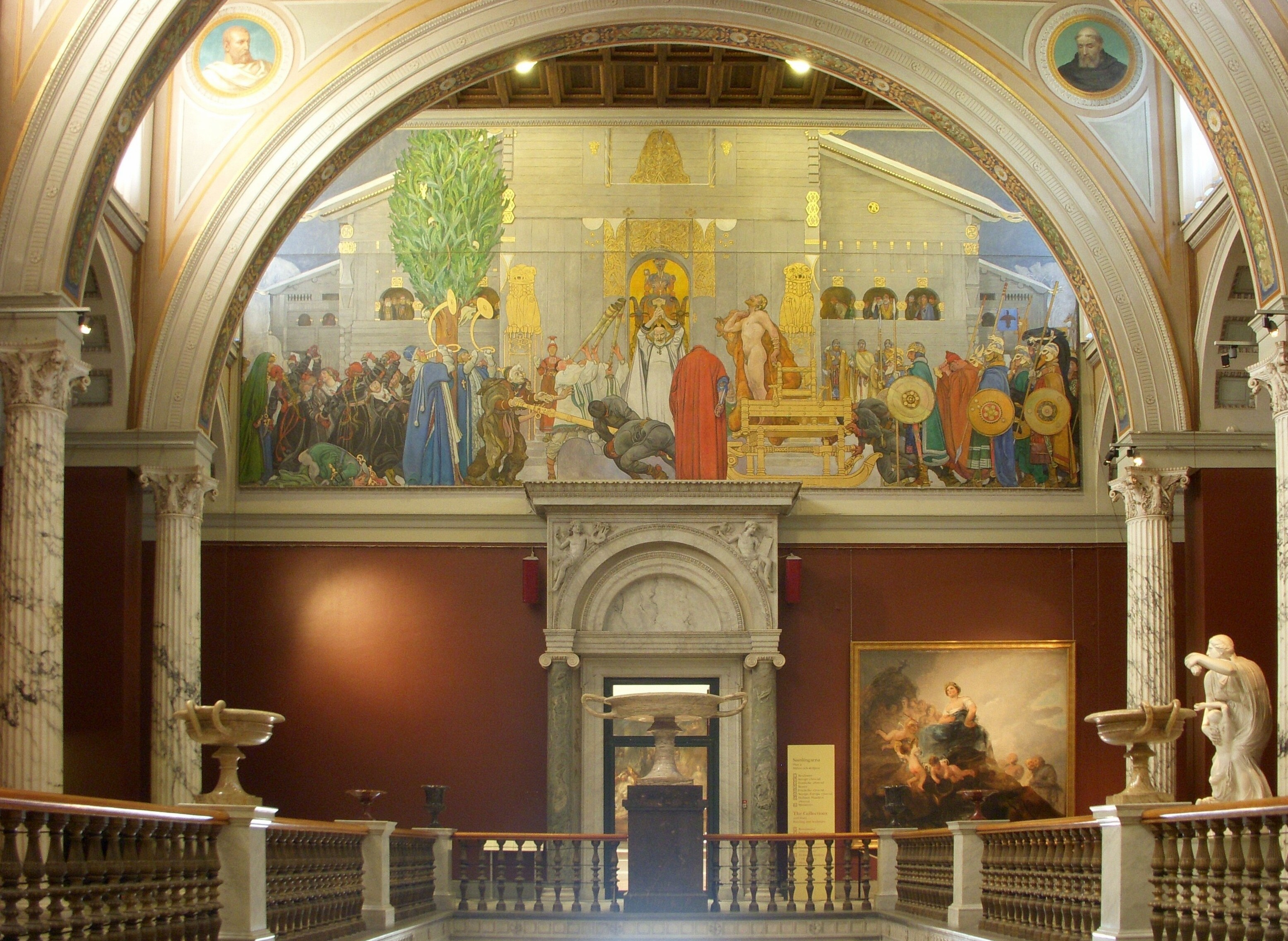
Midvinterblot (marzec 2012)

W latach 1983–1984 obraz po renowacji został wystawiony w Historiska museet w Sztokholmie. Następnie został kupiony przez szwedzkiego marszanda od krewnych Carla Larssona i zaoferowany Nationalmuseum. Ówczesny zarząd muzeum odrzucił jednak propozycję, po czym obraz znów zmienił właściciela i został zaoferowany tym razem Muzeum Historycznemu. Muzeum było pozytywnie nastawione do obrazu, ale zrezygnowało z zakupu dzieła ze względu na wysoką cenę. Zorganizowano ogólnokrajową zbiórkę pieniędzy, aby zatrzymać obraz w Szwecji. Jednocześnie toczyła się ożywiona debata, zarówno w prasie szwedzkiej i wśród historyków sztuki, czy obraz powinien znaleźć się w zbiorach Nationalmuseum, czy też nie. Ostatecznie przeważyła opinia za umieszczeniem malowidła na stałe w Nationalmuseum. Obraz został jednak 1987 roku sprzedawany przez ówczesnego właściciela na aukcji w Sotheby’s w Londynie pewnemu japońskiemu kolekcjonerowi. Kiedy jednak w 1992 roku Nationalmuseum rozpoczęło obchody 200-lecia swojego istnienia, połączone z wielką wystawą prac Carla Larssona, obraz został wypożyczony muzeum przez jego japońskiego właściciela. Wystawę odwiedziło ponad 300 tysięcy osób, z których większość opowiedziała się za Midvinterblot. Obraz został ponownie umieszczony na górnej ścianie holu ze schodami, a w 1997 roku ostatecznie zakupiony od japońskiego właściciela za równowartość 14,6 miliona koron.
Czas w końcu przyznał rację Carlowi Larssonowi, artyście, który bardziej niż którykolwiek inny ukształtował portret własny Szwedów zyskując miano malarza narodowego.